# 帕米尔繁缕
帕米尔繁缕（学名：Stellaria winkleri）为石竹科繁缕属的植物。分布于塔吉克斯坦、吉尔吉斯以及中国大陆的新疆、帕米尔等地，生长于海拔2,500米至4,050米的地区，一般生长在砾石山坡。